# Criptósporo
Criptósporos são esporos de plantas primitivas fossilizados, que surgem pela primeira vez no registo fóssil durante o final do Ordovício e início do Silúrico.

## Evidências da origem terrestre dos criptósporos

### Ocorrência
Os criptósporos encontram-se geralmente em rochas de origem não-marinha e diminuem em abundância com a distância à costa. Isto sugere que os criptósporos descobertos em rochas marinhas, tenham sido transportados de terra pelo vento, em vez de terem origem em ambiente marinho.

### Ultra-estrutura da parede
As paredes dos criptósporos consistem de várias lamelas (finas camadas). As hepáticas, consideradas as mais primitivas das actuais plantas terrestres, possuem também esporos com parede morfologicamente semelhante. Recentemente, fósseis de esporângios de plantas encontrados em Omã, mostram criptósporos com lamelas concêntricas nas suas paredes, similares aos das hepáticas.